# Kukisze (rejon postawski)
Kukisze – dawniej wieś i zaścianek, obecnie część Kalinówki na Białorusi, w obwodzie witebskim, w rejonie postawskim, w sielsowiecie Duniłowicze.

## Historia
W czasach zaborów w granicach Imperium Rosyjskiego.
W dwudziestoleciu międzywojennym wieś i zaścianek leżały w Polsce, w województwie wileńskim, w powiecie duniłowickim (od 1926 postawskim), w gminie Łuczaj.
Według Powszechnego Spisu Ludności z 1921 roku zamieszkiwało:
- wieś – 158 osób, 128 były wyznania rzymskokatolickiego a 25 prawosławnego. Jednocześnie 117 mieszkańców  zadeklarowało polską przynależność narodową a 36 białoruską. Było tu 38 budynków mieszkalnych[2]. W 1931 w 39 domach zamieszkiwało 168 osób[3].
- zaścianek (leżał po drugiej stronie rzeki Smyczycy, obecnie nie istnieje)  – 43 osoby, 42 były wyznania rzymskokatolickiego a 1 prawosławnego. Jednocześnie 42 mieszkańców zadeklarowało polską przynależność narodową a 1 białoruską. Było tu 8 budynków mieszkalnych[2]. W 1931 w 7 domach zamieszkiwało 39 osób[3].

Miejscowości należała do parafii rzymskokatolickiej w Łuczaju. Podlegała pod Sąd Grodzki w Postawach i Okręgowy w Wilnie; właściwy urząd pocztowy mieścił się w m. Łuczaj.
W 1938 roku miejscowości należały do gromady Kukisze gminy Łuczaj.
Po agresji ZSRR na Polskę w 1939 roku wieś znalazła się pod okupacją sowiecką, w granicach BSRR. W latach 1941–1944 była pod okupacją niemiecką. Następnie leżała w BSRR. Od 1991 roku w Republice Białorusi.